# Réaux sur Trèfle
Réaux sur Trèfle – gmina we Francji, w regionie Nowa Akwitania, w departamencie Charente-Maritime. Została utworzona 1 stycznia 2016 roku z połączenia trzech wcześniejszych gmin: Moings, Réaux oraz Saint-Maurice-de-Tavernole. Siedzibą gminy została miejscowość Réaux. W 2013 roku populacja wyżej wymienionych gmin wynosiła 792 mieszkańców.